# 高城剛
高城 剛（たかしろ つよし、1964年8月18日 - ）は、日本のライター、映像作家、広告プロデューサー、DJ、写真家。
株式会社高城剛事務所（個人事務所）代表取締役。元妻は女優、歌手の沢尻エリカ。テレビ出演していた当時の肩書きは「ハイパーメディアクリエイター」（後述）。CS-TBS番組審議委員。東京都葛飾区出身。

## 来歴
東京都葛飾区柴又生まれ。母親は煎茶の凰昌流家元の高城昌子。高城も煎茶道の免許を持っている。
上福岡市立第二中学校、埼玉県立福岡高等学校を経て日本大学芸術学部文芸学科入学。大学在学中に「東京国際ビデオエンナーレ」にてグランプリ受賞。大学卒業後、『三宅裕司のえびぞり巨匠天国』への出演など、テレビ露出が多かった時期にハイパーメディアクリエイターという肩書きを一時使用していた。
2007年まで総務省情報通信審議会専門委員（1997年から）、東映アニメーションの特別顧問など務めていたが、2008年に拠点をヨーロッパへ移す。また、以降は定住せずに海外を点々とするノマドワーカーのような生活を送っている。
現在は、コミュニケーション戦略と次世代テクノロジーを専門に、ひとつの分野にこだわらない創造産業全般にわたって活躍。また、2010年3月より、Fashion TVのシニア・クリエイティブ・ディレクターも務める。

## 人物
- 生野菜が苦手。
- 元々は、映像制作、楽曲制作、執筆活動を中心としていたが、2004年以降は環境観光業を中心としている。
- 2009年1月に沢尻エリカと結婚したが、2013年12月に離婚した。また、元妻の沢尻とは対照的に非喫煙者であり、結婚していた時期には禁煙させた事もあった[5]。
- 近年はDJ/リミキサーとしての活動を広げており、諸外国にてプレイ。
- SNSは一切やっておらず、情報発信は書籍とメールマガジン、雑誌投稿に限られる。

## NEXTRAVELER BOOKS
2019年に高城が自ら設立した書籍レーベル。コンセプトは、「大手出版社ではなかなか発売できない、意欲的な書籍を不定期にリリースする『DtoC時代の出版社』」。

## 作品

### 映像作品
- 1987年 ビデオアート作品『Writing on the Wall』第2回東京国際ビデオビエンナーレ展 一般公募グランプリ
- 1989年 ビデオクリップ作品「NATIONAL KOIZUMIC VIDEO / 小泉今日子」
- 1990年 ビデオクリップ『La・La・La、DRIVE他 / 小泉今日子』
- 1990年 映画「香港電脳コピー都市 / 日活（制作：フジテレビ）」
- 1990年 『改訂版KOIZUMIC VIDEO / 小泉今日子』
- 1990年 『丘を越えて / 小泉今日子』
- 1991年 連続テレビドラマ『バナナチップス・ラヴ』（フジテレビ）
- 1991年 ビデオクリップ作品『Bye-bye-bye / GO-BANG'S』
- 1991年 ビデオクリップ作品『なんかいい気分 / FAIRCHILD』
- 1991年 ビデオクリップ作品『あなたに会えてよかった / 小泉今日子』
- 1992年 ビデオクリップ作品『自分を見つめて / 小泉今日子』
- 1992年 連続テレビドラマ『アルファベット2/3』（フジテレビ）
- 1994年 ビデオクリップ作品『everybody goes -秩序のない現代にドロップキック- / Mr.Children』
- 1999年 AIBOプロモーションビデオ （ソニー）
- 2009年 東京オリンピック　2016招致映像 監督
- 2015年 SKYMAGICプロジェクト (MicroAd)[6]

### 著書

#### 2010年以前
- 『高城剛の大穴イッパツ』（1995年5月、インファス、ISBN 4900785024）
- 『デジタル日本人』（1997年5月、講談社、ISBN 4062086670）
- 『ヤバイぜっ!デジタル日本』（2006年6月、集英社、ISBN 408720345X）
- 『「ひきこもり国家」日本』（2007年6月、宝島社、ISBN 4796658483）
- 『サヴァイヴ!南国日本』（2007年7月、集英社、ISBN 4087813762）
- 『70円で飛行機に乗る方法』（2008年6月、宝島社、ISBN 4796663614）
- 『Go! Ibiza楽園ガイド』（2009年4月、光文社、ISBN 4334870872）
- 『サバイバル時代の海外旅行術』（2009年8月、光文社、ISBN 4334035183）
- 『オーガニック革命』（2010年1月、集英社、ISBN 4087205266）

#### 2011年
- 『私の名前は高城剛。住所不定、職業不明。』（2011年2月、マガジンハウス、ISBN 4838722281）
- 『時代を生きる力』（2011年6月、マガジンハウス、ISBN 4838722648）
- 『高城剛と未来を創る10人 対話から見えた、その先の世界』（2011年12月、アスキー新書、ISBN 4048709224）

#### 2012年
- 『モノを捨てよ世界へ出よう』（2012年1月、宝島社、ISBN 479668994X）
- 『人口18万の街がなぜ美食世界一になれたのか―― スペイン サン・セバスチャンの奇跡』（2012年7月、祥伝社、ISBN 439611284X）
- 『SOUL RESET　魂の再起動　魂の声に耳を澄まし、未来を見通す方法』（2012年4月、マガジンハウス、ISBN 4838724047）
- 『BODY RESET 身体の再起動 身体を鍛えて、魂のノイズを取り除く方法』（2012年5月、マガジンハウス、ISBN 4838724349）
- 『NEXTRAVELER(ネクストラベラー) vol.01 沖縄 (素敵な星の旅行ガイド) 』（2012年9月、セブン&アイ出版、ISBN 4860086112）
- 『LIFE PACKING(ライフパッキング)【未来を生きるためのモノと知恵】』（2012年11月、晋遊舎、ISBN 486391671X）

#### 2013年
- 『サバイバル時代の健康術 ~アーユルヴェーダで頭と体のバランスを整える』（2013年1月、宝島社、ISBN 4800207207）
- 『NEXTRAVELER(ネクストラベラー) vol.02 バルセロナ (素敵な星の旅行ガイド)』（2013年2月、セブン&アイ出版、ISBN 486008621X）
- 『21世紀の英会話』（2013年8月、マガジンハウス、ISBN 4838725825）
- 『白本』（2013年12月、高城未来研究所）

#### 2014年
- 『黒本』（2014年2月、高城未来研究所）
- 『高城 剛と考える 21世紀、10の転換点』（2014年3月、宝島社、ISBN 4800218993）
- 『NEXTRAVELER(ネクストラベラー) vol.03 香港 (素敵な星の旅行ガイド)』（2014年4月、セブン&アイ出版、ISBN 4860086325）
- 『青本』（2014年7月、高城未来研究所）
- 『グレーな本』（2014年8月、講談社、ISBN 4062190710）
- 『世界はすでに破綻しているのか？』（2014年9月、集英社、ISBN 4087860507）
- 『2035年の世界』（2014年10月、PHP研究所、ISBN 4569819508）

#### 2015年
- 『白本 弐』（2015年2月、高城未来研究所）
- 『NEXTRAVELER(ネクストラベラー) vol.04クアラルンプール (素敵な星の旅行ガイド) 』（2015年3月、セブン&アイ出版、ISBN 486008652X）
- 『黒本 弐』（2015年4月、高城未来研究所）
- 『人生を変える南の島々。ヨーロッパ編』（2015年7月、高城未来研究所、ISBN 4434207466）
- 『NEXTRAVELER(ネクストラベラー) vol.05ブルックリン (素敵な星の旅行ガイド)』（2015年8月、セブン&アイ出版、ISBN 4860086651）
- 『人生を変える南の島々。アジア編』（2015年11月、高城未来研究所、ISBN 4434207474）

#### 2016年
- 『黒本 参』（2016年2月、Amazon Services International, Inc.）
- 『NEXTRAVELER(ネクストラベラー) vol.06シンガポール (素敵な星の旅行ガイド)』（2016年2月、セブン&アイ出版、ISBN 4860086783）
- 『空飛ぶロボットは黒猫の夢を見るか? ドローンを制する者は、世界を制す』（2016年3月、集英社、ISBN 4087860620）
- 『人生を変える南の島々。日本編』（2016年4月、高城未来研究所、ISBN 4434213040）
- 『LIFE PACKING2.1 ―未来を生きるためのモノと知恵―』（2016年8月、高城未来研究所、ISBN 4434222201）
- 『21世紀の「裏」ハローワーク: 人には言えないもうひとつの職業図鑑』（2016年、高城未来研究所）
- 『白本　参』（2016年11月、高城未来研究所）
- 『カジノとIR。日本の未来を決めるのはどっちだっ！？』（2016年12月、集英社、ISBN 4087860809）
- 『人生を変える南の島々。南北アメリカ&ハワイ編』（2016年12月、高城未来研究所、ISBN 4434222929）

#### 2017年
- 『多動日記（一）「健康と平和」: －欧州編－』（2017年6月、高城未来研究所）
- 『不老超寿』（2017年8月、講談社、ISBN 4062207214）
- 『21世紀の「表」ハローワーク: 人には理解されないもうひとつの職業図鑑』（2017年10月、高城未来研究所）

#### 2018年
- 『高城剛 写真/文『50mm』THE TAKASHIRO PICTURE NEWS』（2018年3月、晋遊舎、ISBN 4801809081）
- 『大麻ビジネス最前線: Green Rush in 21st century』（2018年4月、高城未来研究所）
- 『分断した世界 逆転するグローバリズムの行方』（2018年4月、集英社、ISBN 4087860965）
- 『21世紀の「匿名」ハローワーク: 人には理解されないもうひとつの職業図鑑』（2018年5月、高城未来研究所）
- 『白本 四』（2018年7月、高城未来研究所）
- 『赤本』（2018年7月、高城未来研究所）
- 『黒本 四』（2018年8月、高城未来研究所）
- 『NEXTRAVELER 沖縄本島北部: 素敵な星の旅行ガイド』（2018年8月、高城未来研究所）

#### 2019年
- 『2049 日本がEUに加盟する日 HUMAN3.0の誕生』（2019年4月、集英社、ISBN 4087861090）
- 『NEXTRAVELER 京都: 素敵な星の旅行ガイド』（2019年4月、高城未来研究所）
- 『GREEN RUSH』（2019年5月、NEXTRAVELER BOOKS、ISBN 4991059402）
- 『333ウルトラデトックス』（2019年9月、NEXTRAVELER BOOKS、ISBN 4991059429）
- 『green bean to bar CHOCOLATE 世界で一番おいしいチョコレートの作り方』（2019年11月、NEXTRAVELER BOOKS、ISBN 4991059437）

#### 2020年
- 『BETTER TOMORROW』（2020年2月、NEXTRAVELER BOOKS、ISBN 4991059410）
- 『高城式健康術55 医師が教えてくれない家庭の医学』（2020年6月、光文社、光文社新書、ISBN 978-4-334-04478-7）
- 『LIFE PACKING 2020 未来を生きるためのモノと知恵』（2020年12月、NEXTRAVELER BOOKS、ISBN 4991059445）

#### 2022年
- 『いままで起きたこと、これから起きること。～「周期」で読み解く世界の未来～』（2022年8月、光文社、ISBN 4334046061）
- 『BIO HACKING 未来を生きるための遺伝子の理解』（2022年10月、NEXTRAVELER BOOKS、ISBN 499105947X）
- 『NEXTRAVELER FILMS&TOOLS 未来につながる創造的ツールと使い方』（2022年12月、NEXTRAVELER BOOKS、ISBN 4991059488）

#### 2023年
- 『40代からの認知症予防』（2023年2月、NEXTRAVELER BOOKS、ISBN 4991289300）
- 『白本 五』（2023年8月、NEXTRAVELER BOOKS）
- 『黒本 五』（2023年9月、NEXTRAVELER BOOKS）

#### 2024年
- 『観光大国スペインに見る、オーバーツーリズムの現在と未来』（2024年6月、NEXTRAVELER BOOKS）
- 『FUTURE OF SPECIALTY COFFEE スペシャルティコーヒーの未来』（2024年11月、NEXTRAVELER BOOKS）
- 『LIFE PACKING 60 未来を生きるためのモノと知恵』（2024年12月、NEXTRAVELER BOOKS）

#### 2025年
- 『サイケデリック・ルネッサンス』（2025年4月、NEXTRAVELER BOOKS）

### 雑誌連載
- 『高城剛の未来インサイダー』MonoMax（宝島社）2009年11月10日号-
- 『ストリートの社会学』クーリエ・ジャポン（講談社）2016-2018
- 『今日も世界の真ん中で!』FLASH（光文社）2011年5月24日号-2012年10月9日号

### かつて出演していたテレビ番組
- 「いのちの響」（TBSテレビ）
- 「トシガイ」（日本テレビ）
- 「アナザースカイ」（日本テレビ）
- 「宇宙でイチバン逢いたい人」（日本テレビ）
- 「たけしの誰でもピカソ」（テレビ東京）

### その他
- 1994年 - 3DOゲームソフト『チキチキマシン猛レース 〜ケンケンとブラック魔王のイジワル大作戦〜』『マカロニほうれん荘インタラクティブ』
- 1995年 - 3DOゲームソフト『チキチキマシン猛レース2 〜In Space〜』『モンタナ・ジョーンズ』
- 1995年から97年 - フランキー・オンライン（オンラインコミュニティー）
- 1995年 - サンタクロース・マシーン（神宮前にあった玩具店）の経営
- 1992年 - 宇宙発明会議C.I.C.（フジテレビ系列関東ローカル）
- 1994年 - 高城剛X（テレビ東京系列で放送された深夜テレビ番組）
- 2012年 - 高城未来研究所（有料メールマガジンの執筆）
- 2024年 - 8weeks.ai（サブスクリプション型のパーソナルヘルスケアサービス）